# محمد وحدتی هلان
محمد وحدتی هلان نمایندهٔ دورهٔ دهم از حوزهٔ انتخابیهٔ بستان‌آباد در استان آذربایجان شرقی است. وی با کسب ۲۰٬۰۰۶ رای از مجموع ۶۲٬۷۲۱ آرای درست معادل ۳۱٫۹۰٪ درصد آرا به مجلس راه پیدا کرد.